# باودیرکورت، اوت-مرن
باودیرکورت (به فرانسوی: Baudrecourt) یک کمون (فرانسه) در فرانسه است که در canton of Doulevant-le-Château واقع شده‌است. باودیرکورت ۸٫۷۸ کیلومتر مربع مساحت دارد ۲۱۰ متر بالاتر از سطح دریا واقع شده‌است.